# Przełomowe bitwy w historii świata

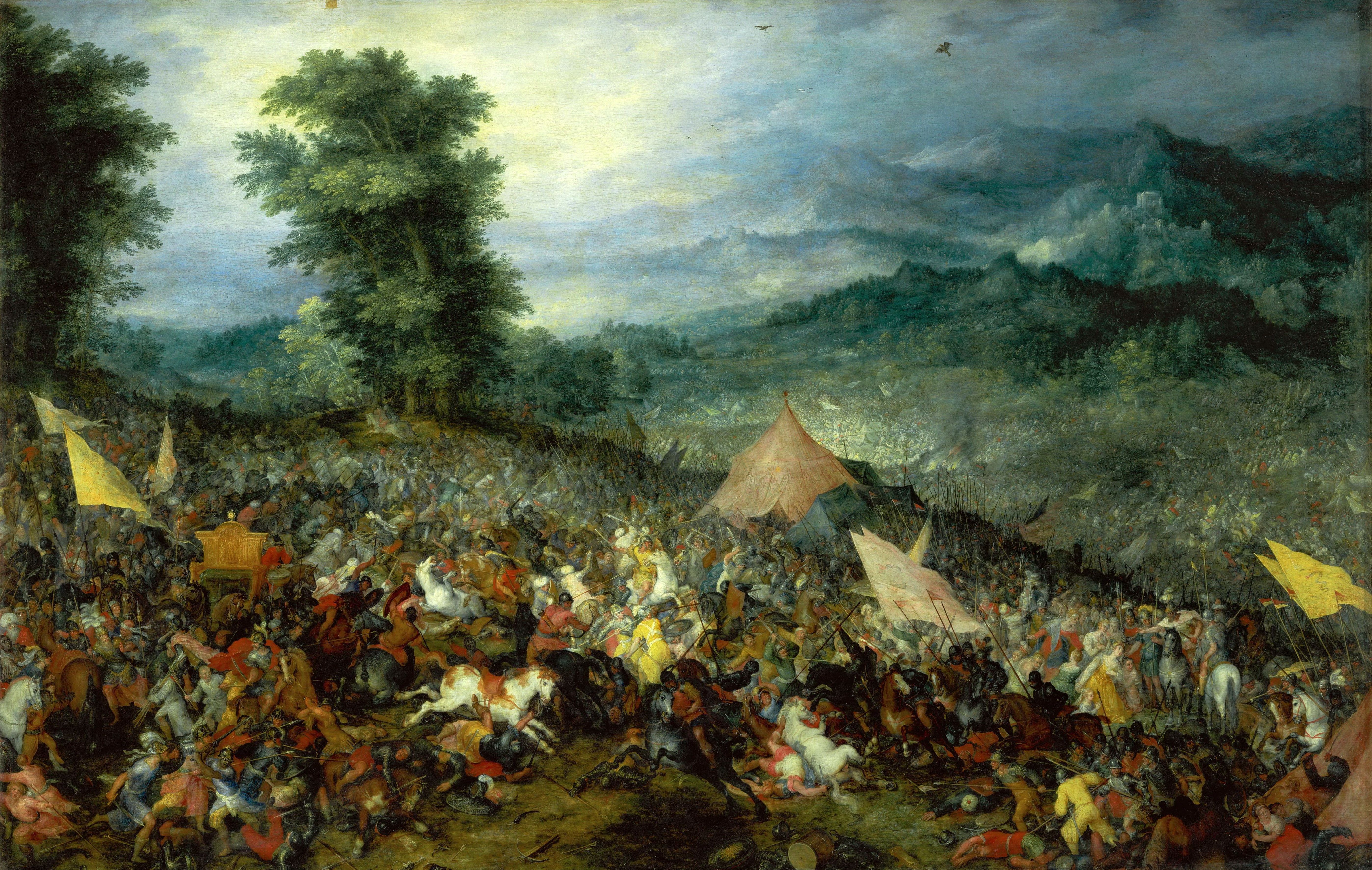
Bitwa pod Gaugamelą (Arbelą)

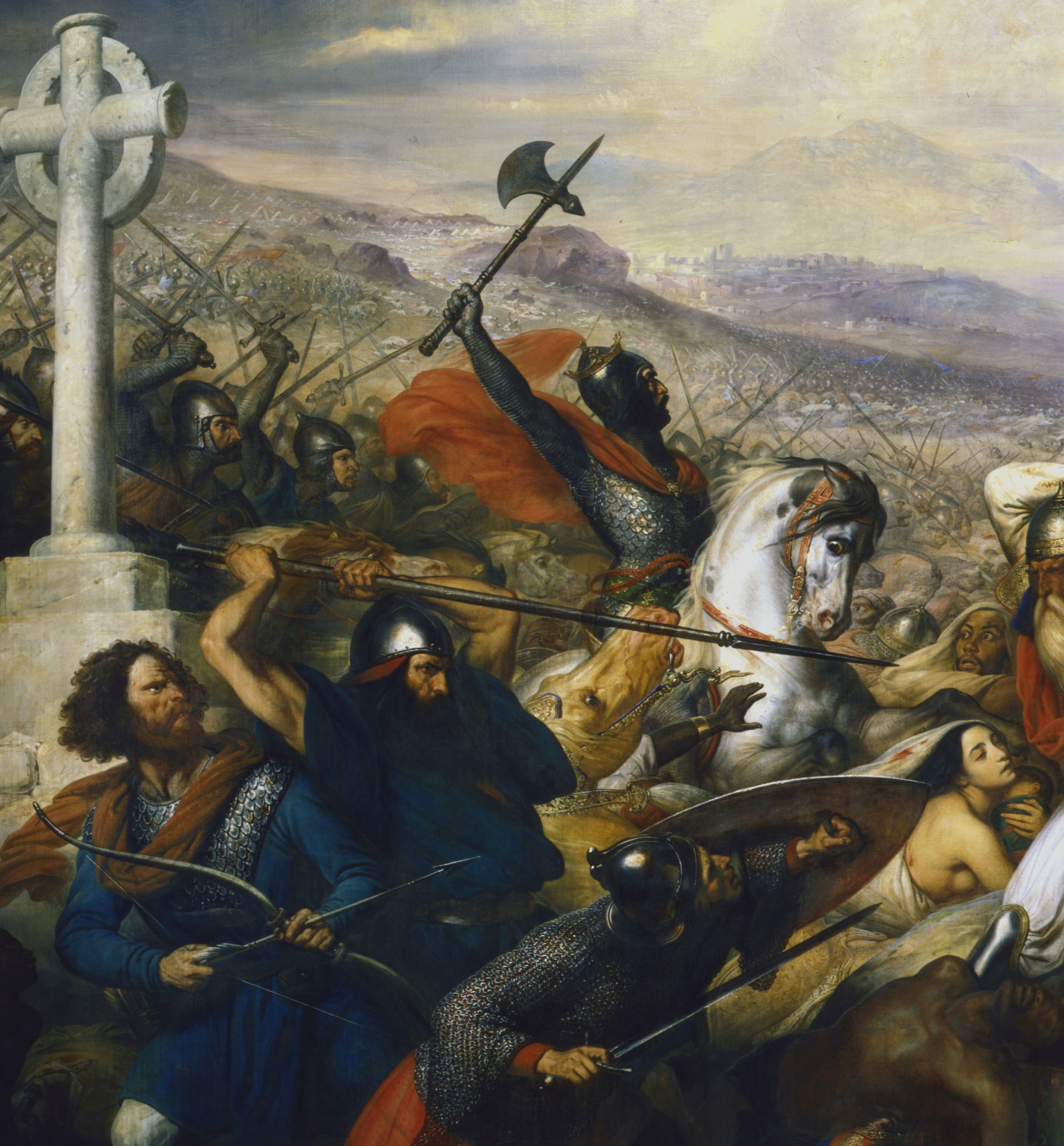
Bitwa pod Poitiers

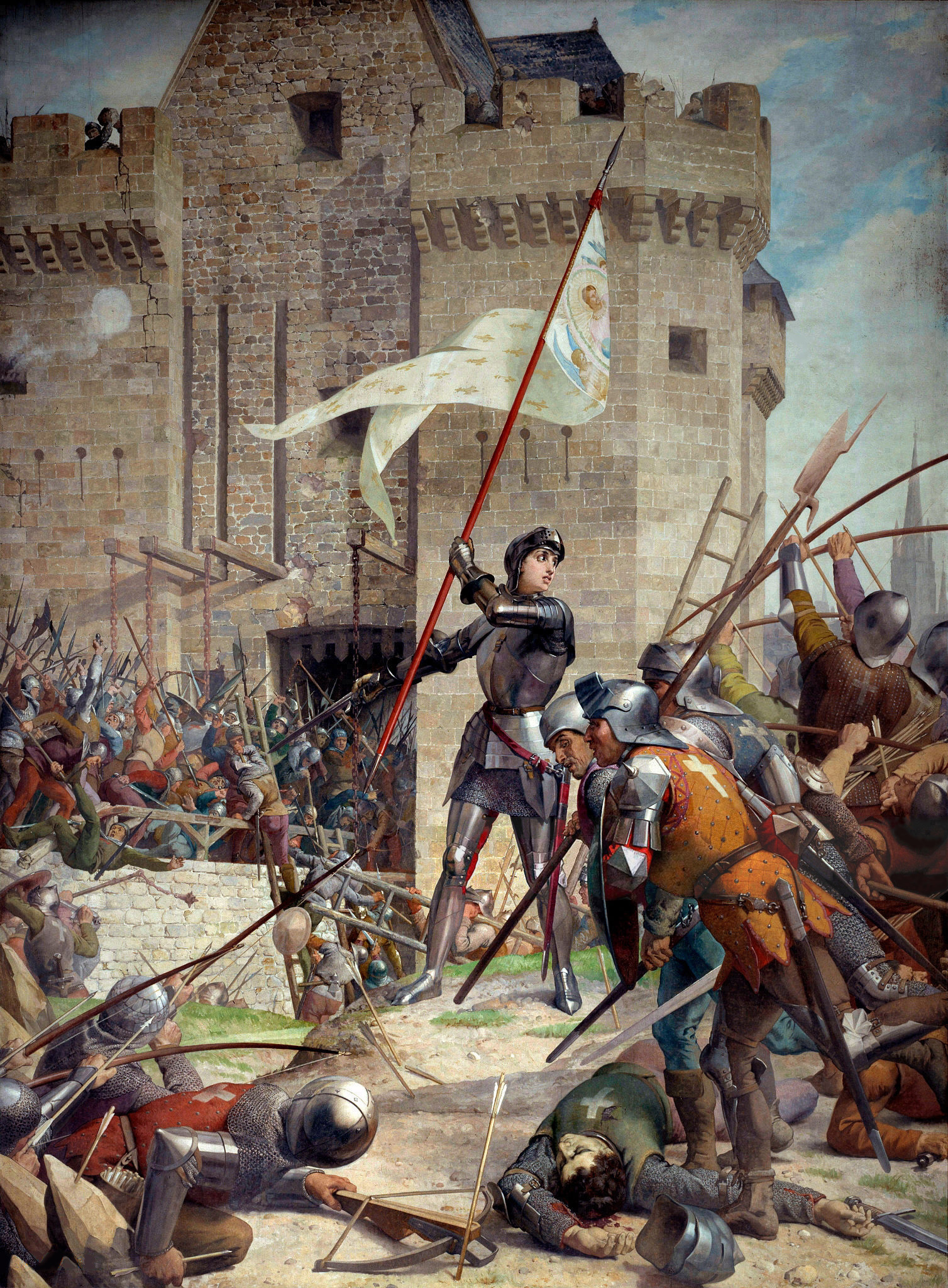
Oblężenie Orleanu

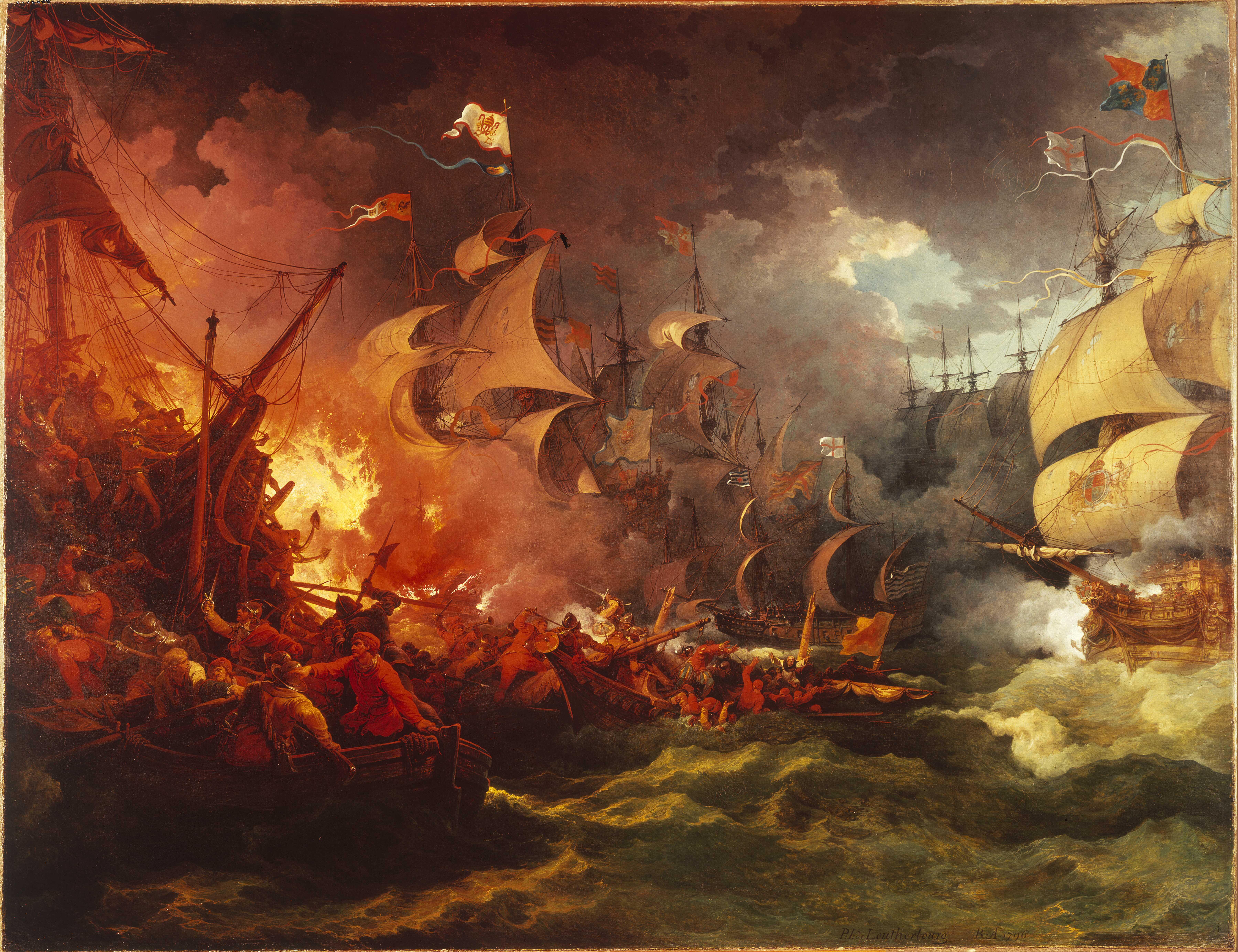
Hiszpańska Armada

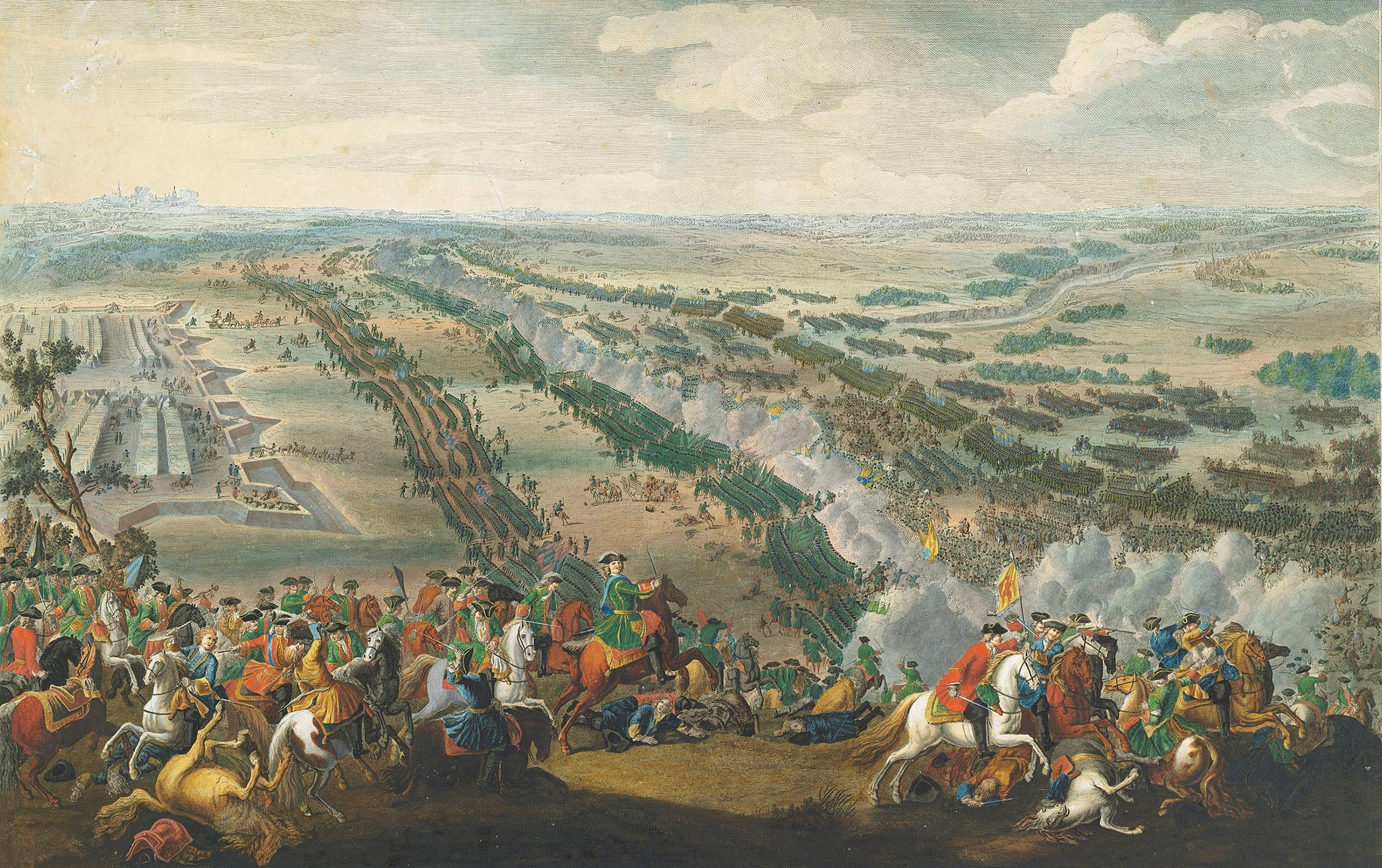
Bitwa pod Połtawą

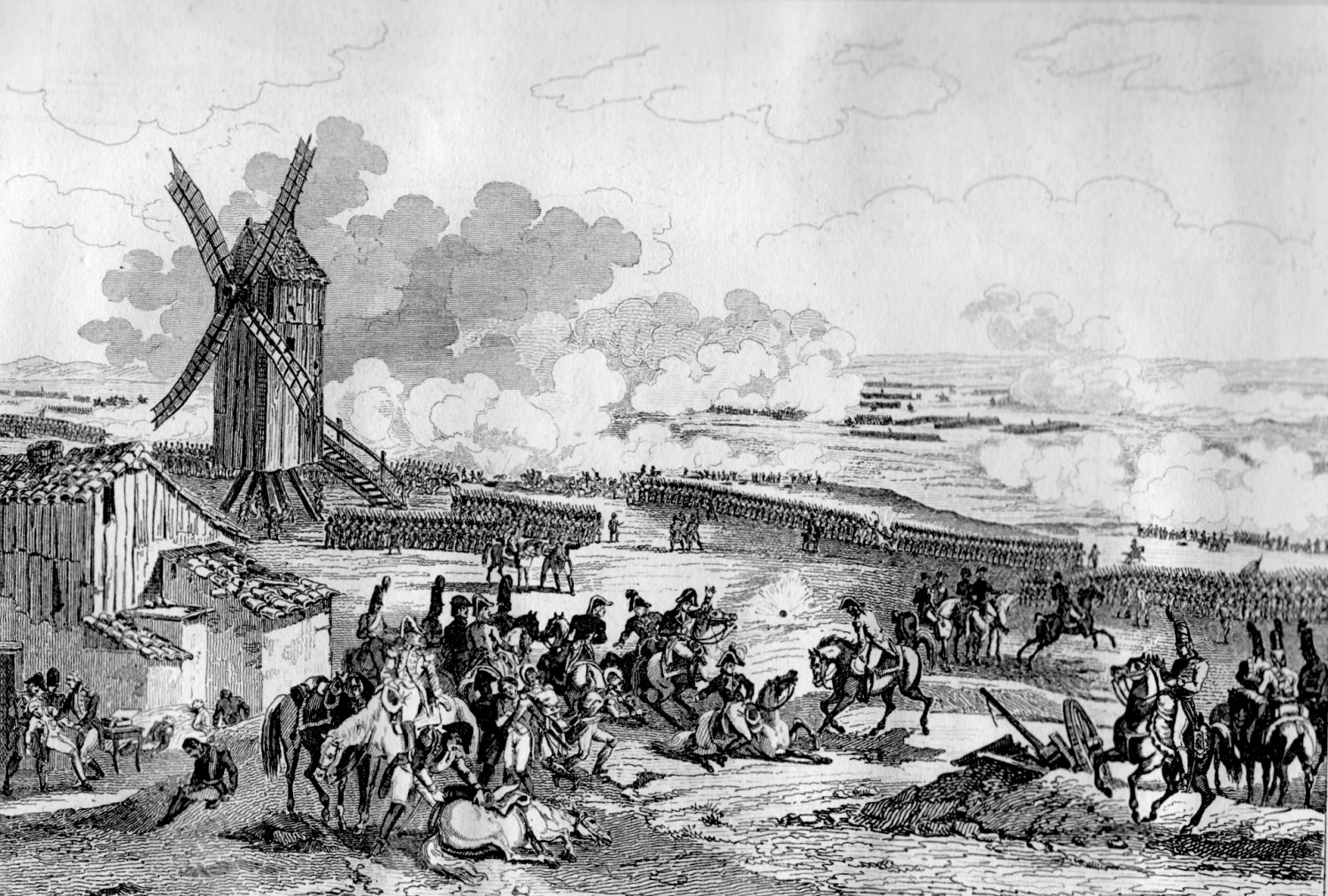
Bitwa pod Valmy

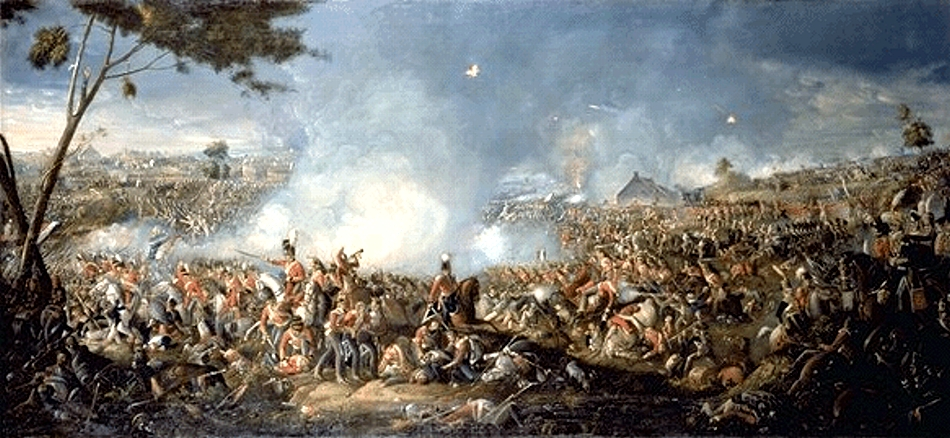
Bitwa pod Waterloo

Przełomowe bitwy w historii świata – umowna lista bitew, które zaważyły na losie ludzkości. Można zatem zaliczyć do niej dane starcie, jeśli możliwy odwrotny jego przebieg dokonałby gruntownego przewrotu w dziejach świata. Listę 15 przełomowych bitew stworzył Edward Shepherd Creasy w książce o takim tytule w 1851 roku, a o kolejne uzupełniali ją dalsi autorzy, m.in. o trzy bitwy uzupełnił ją brytyjski polityk, dyplomata i pisarz, Edgar Vincent D’Abernon. Można dodać do niej także walki z okresu II wojny światowej.
Zdaniem D’Abernona, 18. przełomową bitwą była Bitwa Warszawska, podczas której polskie wojska zatrzymały ofensywę Armii Czerwonej i zmusiły ją do odwrotu. Dzięki zwycięstwu Polaków rewolucja komunistyczna nie rozprzestrzeniła się na południową i zachodnią Europę.
Wyliczenia przełomowych bitew w historii świata są subiektywne i zależą w dużej mierze od poglądów i stanu wiedzy historycznej poszczególnych autorów. Oryginalna lista Creasy’ego prezentuje typowy dla brytyjskiej epoki wiktoriańskiej eurocentryczny, a zwłaszcza anglocentryczny punkt widzenia, ze szczególnym uwzględnieniem bitew z czasów nowszych dla piszącego. Lista Creasy’ego stanowiła punkt wyjścia dla wielu innych autorów, publikujących dalsze zestawienia.

## Przełomowe bitwy

### Podane przezEdwarda Shepherda Creasy’ego
Według książki Edwarda Sheparda Creasy’ego The Fifteen Decisive Battles of the World: from Marathon to Waterloo (z ang. Piętnaście przełomowych bitew świata: od Maratonu do Waterloo) opublikowanej w 1851 roku.
| L.p. | Bitwa                           | Data                               | Zwycięzca                                                          | Pokonany                              | znaczenie                                                                                                  |
| ---- | ------------------------------- | ---------------------------------- | ------------------------------------------------------------------ | ------------------------------------- | --- |
| 1    | Bitwa pod Maratonem             | 490 p.n.e.                         | Ateny, Plateje                                                     | Persja                                | zatrzymanie ekspansji Persów na Grecję                                                                     |
| 2.   | Wyprawa sycylijska              | 413 p.n.e.                         | Syrakuzy                                                           | Ateny                                 | udaremnienie ekspansji Aten na Sycylię                                                                     |
| 3.   | Bitwa pod Gaugamelą             | 331 p.n.e.                         | Macedonia                                                          | Persja                                | upadek imperium Achemenidów powstanie Imperium Aleksandra Wielkiego                                        |
| 4.   | Bitwa nad Metaurusem            | 207 p.n.e.                         | Republika rzymska                                                  | Kartagina                             | początek rzymskiej hegemonii na Morzu Śródziemnym                                                          |
| 5.   | Bitwa w Lesie Teutoburskim      | 9 września 9 n.e.                  | Cheruskowie (Germanie)                                             | Cesarstwo rzymskie                    | zatrzymanie ekspansji Rzymu w Germanii                                                                     |
| 6.   | Bitwa na Polach Katalaunijskich | 20 czerwca 451                     | Cesarstwo zachodniorzymskie Wizygoci                               | Hunowie Ostrogoci                     | zatrzymanie ekspansji Hunów                                                                                |
| 7.   | Bitwa pod Poitiers              | 25 października 732                | Frankowie                                                          | Arabowie                              | zatrzymanie ekspansji Kalifatu Arabskiego na Europę                                                        |
| 8.   | Bitwa pod Hastings              | 14 października 1066               | Normanowie                                                         | Anglosasi                             | Normanowie rządzą Anglią                                                                                   |
| 9.   | Oblężenie Orleanu               | 12 października 1428 – 8 maja 1429 | Francja                                                            | Anglia                                | Koniec ekspansji Anglików przełom w wojnie stuletniej                                                      |
| 10.  | Klęska Wielkiej Armady          | 8 sierpnia 1588                    | Anglia · Zjednoczone Prowincje                                     | Hiszpania · Portugalia                | zakwestionowanie hegemonii hiszpańskiej na morzach pierwszy krok na drodze do budowy Imperium Brytyjskiego |
| 11.  | Bitwa pod Blenheim              | 13 sierpnia 1704                   | Wielka Koalicja: · Anglia, · Austria, · Zjednoczone Prowincje      | Francja, Bawaria                      | zatrzymanie ekspansji Francji Ludwika XIV                                                                  |
| 12.  | Bitwa pod Połtawą               | 8 lipca 1709                       | Carstwo Rosyjskie                                                  | Szwecja                               | punkt zwrotny w III wojnie północnej: koniec potęgi szwedzkiej a Rosja przejmuje inicjatywę strategiczną   |
| 13.  | Bitwa pod Saratogą              | 17 września – 8 października 1777  | Trzynaście kolonii                                                 | Wielka Brytania                       | USA potwierdzają swoją niepodległość w wojnie z Wielką Brytanią                                            |
| 14.  | Bitwa pod Valmy                 | 20 września 1792                   | Francja                                                            | Królestwo Prus · Austria-Habsburgowie | obrona rewolucyjnej Francji przed monarchiami interweniującymi                                             |
| 15.  | Bitwa pod Waterloo              | 18 czerwca 1815                    | Królestwo Prus · Wielka Brytania · Niderlandy · Królestwo Hanoweru | Francja                               | definitywny koniec panowania Napoleona Bonaparte i Cesarstwa Francuskiego                                  |

### Dodane przezEdgara Vincentego D’Abernona[1]
| L.p. | Bitwa             | Data                | 1 strona – zwycięzca      | 2 strona – pokonany           | znaczenie                                                                               |
| ---- | ----------------- | ------------------- | ------------------------- | ----------------------------- | --------------------------------------------------------------------------------------- |
| 16.  | Bitwa pod Sedanem | 1 września 1870     | Związek Północnoniemiecki | Francja                       | koniec panowania Napoleona III i Cesarstwa Francuskiego powstanie II Rzeszy Niemieckiej |
| 17.  | I bitwa nad Marną | 5–9 września 1914   | Francja · Wielka Brytania | Cesarstwo Niemieckie          | obrona Paryża i zatrzymanie ekspansji niemieckiej w I wojnie światowej                  |
| 18.  | Bitwa Warszawska  | 12–25 sierpnia 1920 | Polska                    | Rosyjska FSRR · Ukraińska SRR | zatrzymanie ekspansji bolszewickiej w Europie przez Polskę na 21 lat → Traktat ryski    |

### Dodane przez Josepha Mitchella
W 1964 amerykański historyk Joseph B. Mitchell opublikował książkę Twenty Decisive Battles of the World (z ang. Dwadzieścia decydujących bitew świata) z pięcioma dodatkami do listy Creasy’ego:
| L.p. | Bitwa                 | Data                             | 1 strona – zwycięzca      | 2 strona – pokonany                               | znaczenie |
| ---- | --------------------- | -------------------------------- | ------------------------- | ------------------------------------------------- | --- |
| 16.  | kampania na Missisipi | luty 1862 – lipiec 1863          | Stany Zjednoczone         | Stany Skonfederowane                              | przełom w wojnie secesyjnej → początek upadku Stanów Południowych                                             |
| 17.  | Bitwa pod Sadową      | 3 lipca 1866                     | Królestwo Prus            | Cesarstwo Austrii · Saksonia                      | koniec dominacji Austrii w Związku Niemieckim → powstanie Związku Północnoniemieckiego pod hegemonią Prus     |
| 18.  | I bitwa nad Marną     | 5–9 września 1914                | Francja · Wielka Brytania | Cesarstwo Niemieckie                              | obrona Paryża, zatrzymanie ekspansji niemieckiej w I wojnie światowej (także na liście d’Abernona)            |
| 19.  | bitwa pod Midway      | 4–7 czerwca 1942                 | Stany Zjednoczone         | Japonia                                           | koniec ekspansji japońskiej na Oceanie Spokojnym → USA przejmuje inicjatywę w II wojnie światowej na Pacyfiku |
| 20.  | Bitwa stalingradzka   | 23 sierpnia 1942 – 2 lutego 1943 | ZSRR                      | III Rzesza · Włochy · Rumunia · Węgry · Chorwacja | definitywne zatrzymanie ekspansji niemieckiej → inicjatywę w II wojnie światowej przejmuje ZSRR               |